# Крупець (Брасовський район)
Крупе́ць (рос. Крупец) — присілок у Брасовському районі Брянської області Росії. Входить до складу муніципального утворення Крупецьке сільське поселення.
Населення — 582 особи.
Розташоване за 13 км на північний захід від смт Локоть, на автодорозі Локоть-Суземка.
Є відділення поштового зв'язку, сільська бібліотека.

## Історія
Заснований у другій половині XVII століття як слобода в складі Брасовського стану Комарицької волості; з 1697 року — село з храмом Косми і Даміана. З 1741 року — володіння Апраксиних.
У 1779 році парафія була передана до Холмецького Хутора, після чого колишнє село Крупець стало називатися присілком, а Холмецький Хутір — селом Крупець; з цієї причини відомості за цими двома населеними пунктами часто бувають сплутані.
У 1778—1782 рр. — В Луганському повіті, потім до 1929 в Севському повіті (з 1861 року — центр Крупецької волості, з 1924 в Брасовській волості). З 1880-х рр. (з перервами) працювала школа грамоти, в 1909 була відкрита церковно-парафіяльна школа.
З 1929 року в Брасовському районі; До 2005 року — центр Крупецької сільради.

## Населення
За найновішими даними, населення — 582 особи (2013).
У минулому чисельність мешканців була такою:
| Роки      | 1866 | 1878 | 1897 | 1926 | 1979 | 1989 | 2002 | 2010 |
| --------- | ---- | ---- | ---- | ---- | ---- | ---- | ---- | ---- |
| Населення | 592  | 720  | 1098 | 1574 | 893  | 792  | 719  | 638  |